# Campionato filippino di scacchi
Il Campionato filippino di scacchi si svolge dal 1908 nelle Filippine per determinare il campione 
nazionale di scacchi.
È organizzato dalla Federazione filippina degli scacchi (National Chess Federation of the Philippines).
Dal 2008 il campionato ha preso il nome di "Battle of the Grandmasters" e si è svolto con il formato del doppio girone.

## Vincitori fino al 2006

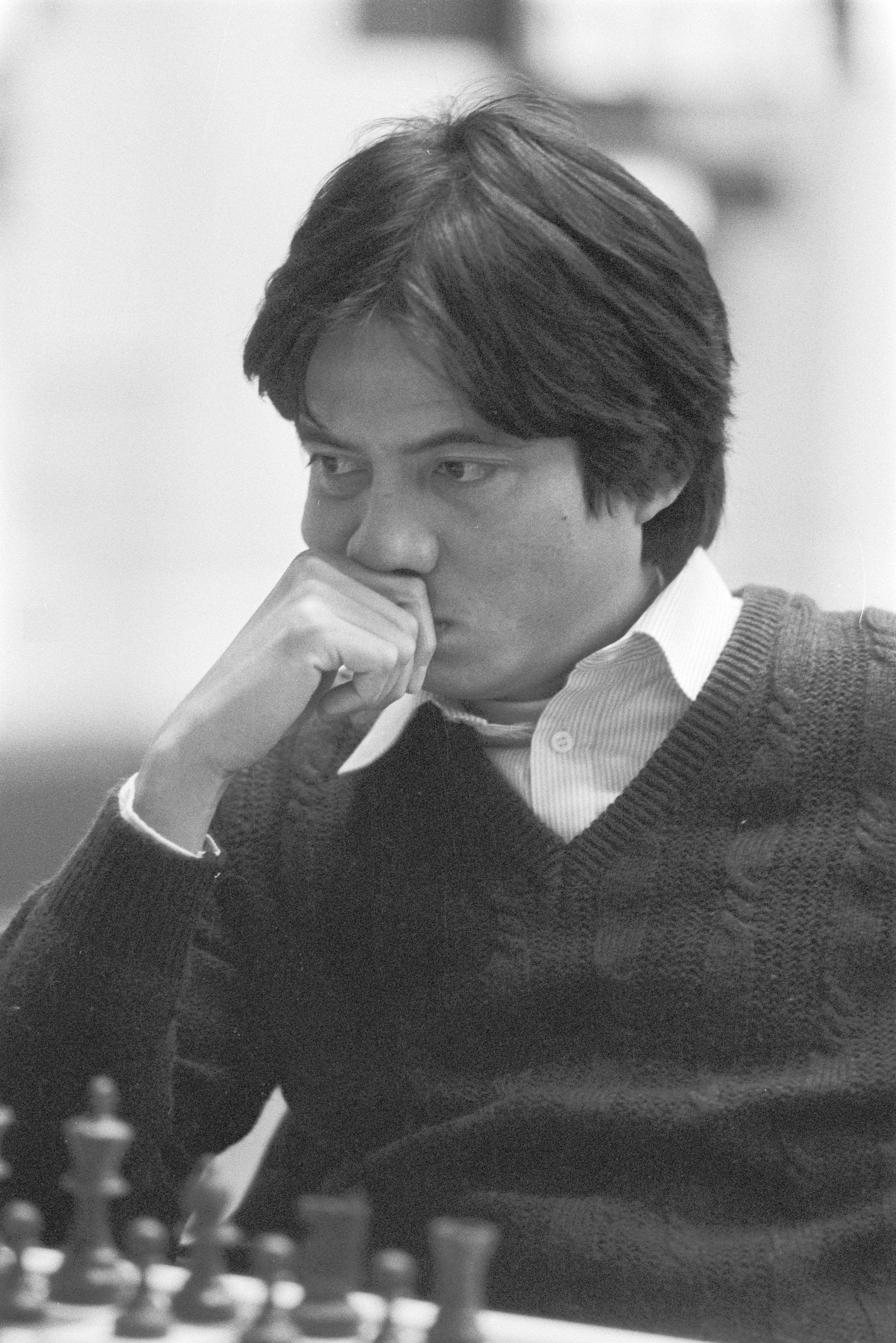
Eugenio Torre, vincitore di 7 campionati filippini.

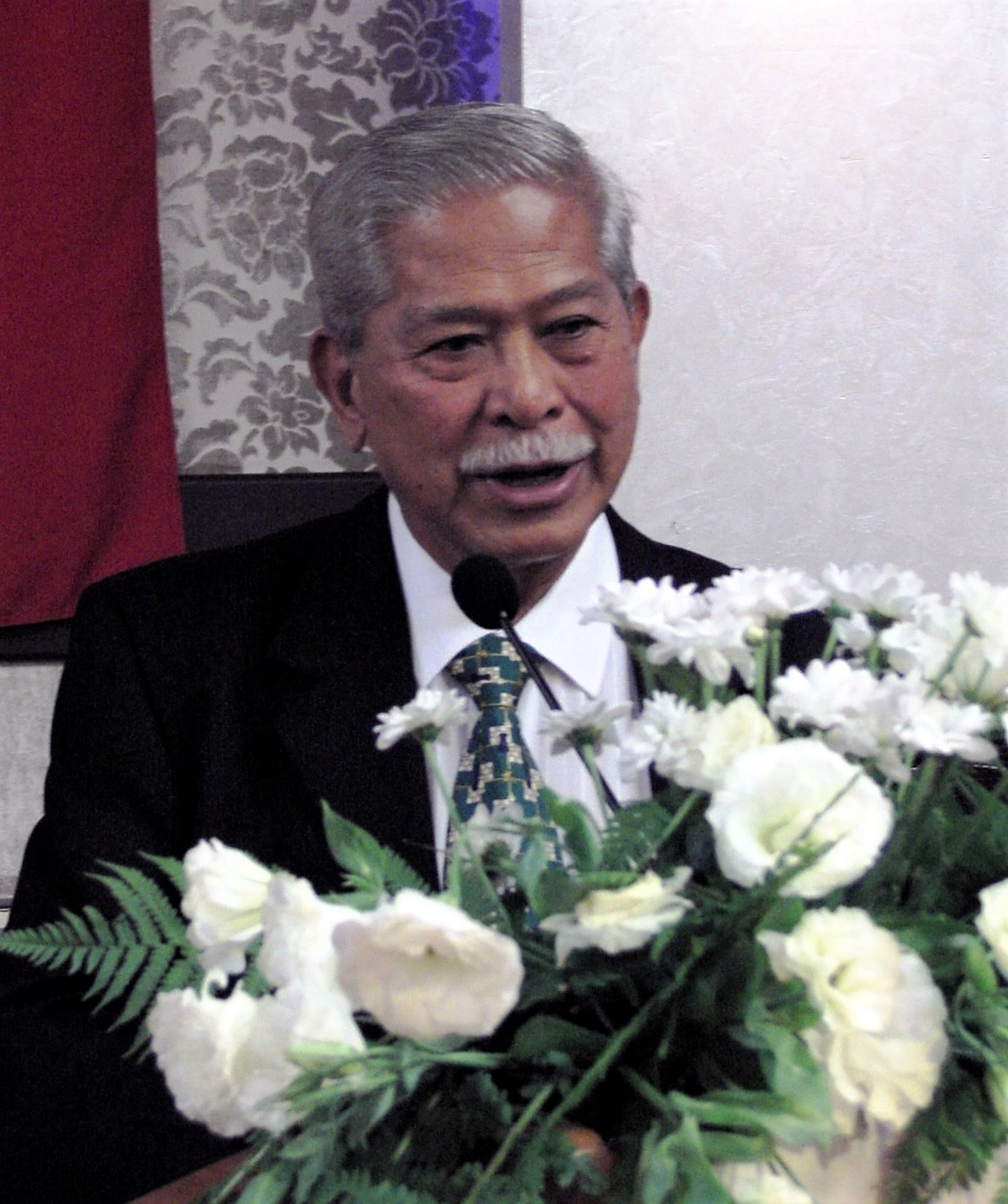
Florencio Campomanes, ex presidente della FIDE e vincitore di due campionati filippini.

| Anno    | Vincitore                             |
| ------- | ------------------------------------- |
| 1908    | Fernando Canon                        |
| 1909–13 | Alvah E. Johnson                      |
| 1914–21 | Ismael Amado                          |
| 1922–24 | Leopoldo Lafuente                     |
| 1925    | Jose D. Warren                        |
| 1926    | Datu Alip                             |
| 1927–30 | Adolfo Gutierrez                      |
| 1931    | Ramon Lontoc Jr.                      |
| 1932–33 | – non disputato                       |
| 1934    | Datu Sandangan                        |
| 1935    | Ramon Lontoc Jr.                      |
| 1936    | Rogelio Catanjal                      |
| 1937    | Castor Catalbas                       |
| 1938    | Antonio Navarro                       |
| 1939    | William Lucena                        |
| 1940    | Ramon Lontoc Jr.                      |
| 1941    | Ramon Lontoc Jr.                      |
| 1942    | Max Hoeflein                          |
| 1943    | Antonio Arce                          |
| 1944–45 | – non disputato                       |
| 1946    | Horacio P. Tagle                      |
| 1947    | Ramon Lontoc Jr.                      |
| 1948    | Antonio Navarro                       |
| 1949    | Ramon Lontoc Jr.                      |
| 1950    | Rosendo Bandal Sr.                    |
| 1951    | Serafin Alvarez                       |
| 1952    | Jose Pascual                          |
| 1953    | Meliton Borja                         |
| 1954    | – non disputato                       |
| 1955    | Jose Pascual                          |
| 1956    | Florencio Campomanes Ramon Lontoc Jr. |
| 1957    | Meliton Borja                         |
| 1958    | Ramon Lontoc Jr.                      |
| 1959    | Jose Pascual                          |
| 1960    | Florencio Campomanes                  |
| 1961    | Rosendo Balinas                       |
| 1963    | Rodolfo Tan Cardoso                   |
| 1964    | Rosendo Balinas                       |
| 1965    | Renato Naranja                        |
| 1966    | Rosendo Balinas                       |
| 1967    | Renato Naranja                        |
| 1970    | Eugenio Torre                         |
| 1971    | Rosendo Balinas                       |
| 1972    | Eugenio Torre                         |
| 1973    | Renato Naranja                        |
| 1974    | Eugenio Torre                         |
| 1976    | Eugenio Torre [2]                     |
| 1990    | Rogelio Antonio[3]                    |
| 1996    | Rogelio Barcenilla                    |
| 1998    | Buenaventura Villamayor               |
| 2001    | Eugenio Torre [4]                     |
| 2002    | Eugenio Torre                         |
| 2004    | Darwin Laylo                          |
| 2006    | Darwin Laylo                          |

## Battle of the Grandmasters

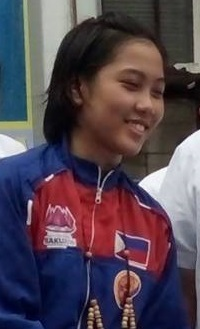
Janelle Mae Frayna, vincitrice di tre titoli femminili.

| Anno | Città                                       | Campionato open                             | Campionato femminile                        |
| ---- | ------------------------------------------- | ------------------------------------------- | ------------------------------------------- |
| 2008 | Manila                                      | John Paul Gomez [5]                         | Catherine Pereña [6]                        |
| 2009 | Dapitan                                     | Wesley So                                   | Shercila Cua                                |
| 2010 | Tagaytay                                    | Wesley So                                   | Rulp Ylem Jose                              |
| 2011 | Manila                                      | Wesley So                                   | Rulp Ylem Jose [7]                          |
| 2012 | Kalibo                                      | Mark Paragua                                | Catherine Pereña [8]                        |
| 2013 | Manila                                      | John Paul Gomez [9]                         | Janelle Mae Frayna [10]                     |
| 2014 | Manila                                      | Eugenio Torre                               | Catherine Pereña [11]                       |
| 2015 | Manila                                      | Richard Bitoon [12]                         | Jan Jodilyn Fronda                          |
| 2016 | Manila                                      | Rogelio Antonio                             | Janelle Mae Frayna                          |
| 2017 | Manila                                      | Haridas Pascua                              | Bernadette Galas                            |
| 2018 | – non disputato [13]                        | – non disputato [13]                        | – non disputato [13]                        |
| 2019 | Quezon City                                 | Rogelio Barcenilla [14]                     | Jan Jodilyn Fronda [15]                     |
| 2020 | – non disputato per la pandemia di Covid-19 | – non disputato per la pandemia di Covid-19 | – non disputato per la pandemia di Covid-19 |
| 2021 | Cebu                                        | Daniel Quizon                               | Janelle Mae Frayna                          |